# 브루스터 케일
브루스터 케일(Brewster Kahle, 1960년 9월 22일 ~ )은 미국의 인터넷 기업인이자, 디지털 도서관인 인터넷 아카이브의 설립자이다.

## 생애
1982년, 매사추세츠 공과대학교를 졸업하고 싱킹 머신즈에서 초기 멤버로 일하며 광역 정보 서버를 고안했다. 1992년, 초기 검색엔진 와이즈(WAIS)를 공동창업했고, 1996년에는 세계 최대의 인터넷 순위사이트인 알렉사 인터넷을 공동창업했다. 와이즈를 AOL에, 알렉사 인터넷을 아마존에 매각해 억만장자가 되었고, 그 돈으로 공익적인 일을 하기 위해 인터넷 아카이브를 설립했다.